# Josh Bush
Josh Bush (Burlington, 5 marzo 1989) è un giocatore di football americano statunitense che gioca nel ruolo di free safety per i Denver Broncos della National Football League (NFL). Fu scelto nel corso del sesto giro (187º assoluto) del Draft NFL 2012 dai New York Jets. Al college ha giocato a football a Wake Forest.

## Carriera professionistica

### New York Jets
Il 28 aprile 2012, Bush fu scelto nel corso del sesto giro del Draft 2012 dai New York Jets. Il 6 maggio, il giocatore firmò un contratto quadriennale con la franchigia. Nella sua stagione da rookie disputò tutte le 16 gare, nessuna delle quali come titolare, mettendo a segno 11 tacle.

### Denver Broncos
Bush firmò con la squadra di allenamento dei Denver Broncos il 18 novembre 2014. Il 28 dicembre intercettò il quarterback degli Oakland Raiders Derek Carr nella vittoria per 47-14 che chiuse la stagione regolare. Il 7 febbraio 2016 fece registrare due tackle nel Super Bowl 50, dove i Broncos batterono i Carolina Panthers per 24-10, laureandosi campione NFL.

## Palmarès

### Franchigia
- Super Bowl : 1

Denver Broncos: 50
- American Football Conference Championship: 1

Denver Broncos: 2015

## Statistiche
| Partite totali      | 32 |
| Partite da titolare | 0  |
| Tackle              | 28 |
| Sack                | 0  |
| Intercetti          | 0  |
| Fumble forzati      | 1  |

Statistiche aggiornate alla stagione 2013